# انفجار بیدگنه

انفجار بیدگَنِه در ۲۱ آبان ۱۳۹۰ ساعت ۱۲:۵۰ (۱:۳۰) در پادگان پایگاه موشکی مدرس اتفاق افتاد. به این محل پایگاه موشکی شهید مدرس و پایگاه موشکی الغدیر نیز گفته می‌شود. ۲۷ نفر از اعضای سپاه پاسداران انقلاب اسلامی از جمله سرتیپ حسن طهرانی مقدم که عضو کلیدی برنامه موشکی ایران بود، در این حادثه کشته شدند. برخی منابع شمار کشته‌ها را تا ۴۰ تن اعلام کرده‌اند.
پادگان شهید مدرس سپاه پاسداران انقلاب اسلامی در روستایی نزدیک شهر شهریار (استان تهران) در ۵۰ کیلومتری غرب شهر تهران قرار دارد. صدای انفجار در شهر کرج و بخش‌هایی از شهر تهران شنیده شد و در نزدیکی محل حادثه باعث شکستن شیشه‌های ساختمان‌ها گردید. لرزش انفجار در بیشتر شهرهای استان‌های تهران و البرز و بخش‌هایی از ساوه در استان مرکزی احساس شد. برخی منابع از وقوع دو انفجار در طی این حادثه خبر دادند.
خبرهای اولیه وقوع انفجار یک جایگاه سی‌ان‌جی را نشان می‌داد. بعداً این تکذیب شد. مقامات سپاه پاسداران اعلام کردند که انفجار در حین جابجایی مهمات اتفاق افتاد. مقامات احتمال خرابکاری خارجی در انفجار را علی‌رغم افزایش انفجارها از ۱۳۸۹ در پالایشگاه‌ها و خطوط انتقال گاز توسط متخصصان را تکذیب کردند.
تصاویر ماهواره ای تجاری از محل حادثه، تخریب گسترده در پایگاه نظامی و تخریب برخی ساختمان‌ها را نشان می‌دهد. به نقل از سی‌ان‌ان، مقامات آمریکایی باور دارند که انفجار زمانی صورت گرفت که سوخت سبک برای یک موشک بالستیک بزرگ ترکیب می‌شد.

## احتمال نقش اسرائیل
رونن برگمن در کتاب برخیز و اول او را بکش نوشت که انفجار بیدگنه به دستور تأمیر پاردو، رئیس موساد انجام شد.
روزنامه یدیعوت اخرونوت نوشت: «موساد با کمک سازمان مجاهدین خلق، این انفجار را انجام داده است».
روزنامه دیلی تلگراف به نقل از وبلاگ نویسی که با محافل امنیتی اسرائیل ارتباط دارد، نوشت: «موساد با همکاری «مجاهدین خلق» این عملیات را اجرا کرده است»؛ و به انفجار سال قبل در پادگان امام علی خرم‌آباد اشاره کرده است. یک سال پیش از آن نیز انفجاری در محل نگهداری موشک‌های دوربرد شهاب ۳ روی داد که ۱۸ نفر در آن حادثه کشته شدند. جمهوری اسلامی ایران در آن زمان نیز علت این رویداد را وقوع آتش‌سوزی در انبار مهمات این پادگان اعلام کرد.
مجله تایم به نقل از یک «مقام اطلاعاتی غربی» نوشت که این انفجار کار موساد بوده است. این مقام اسرائیلی در گفتگو با تایم تأکید کرده است که اقدامات خرابکارانه دیگری برای ضربه زدن به برنامه‌های هسته‌ای و موشکی ایران طراحی شده و به اجرا درخواهند آمد.

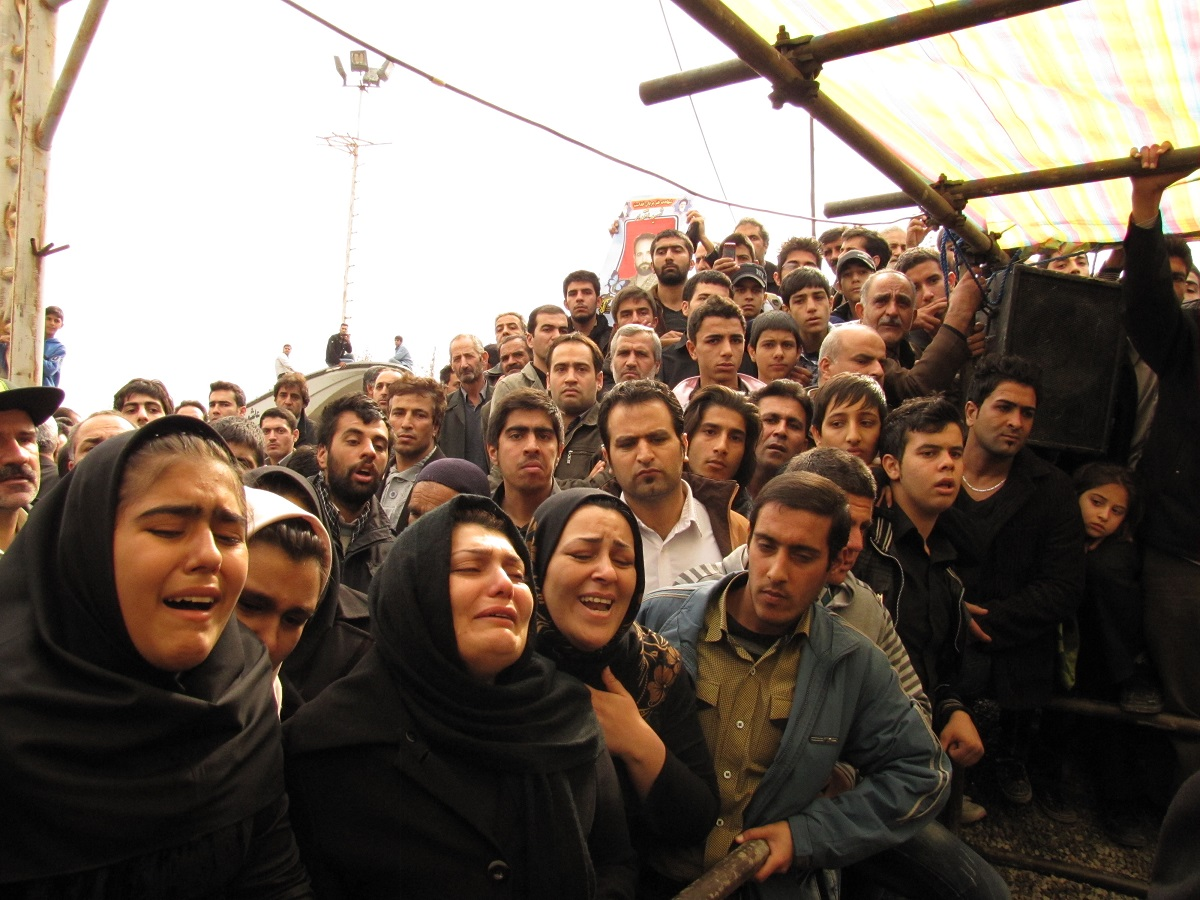
تصویری از تشییع پیکر کشته‌شدگان

در سریال امنیتی - پلیسی گاندو به دست‌داشتن اسرائیل در این حادثه اشاره شده است. مأمور امنیتی می‌گوید: «در انفجار بیدگنه ابتدا ما فکر می‌کردیم انفجار یک سانحه بوده اما دوسال بعد در اسنادی که ویکی لیکس منتشر کرد، مشخص شد جاسوسی که با نام رحمت والی به عنوان کارمند به این پایگاه وارد شده بود این عملیات تروریستی را به دستور آمریکایی‌ها و موساد و همکاری گروهک مجاهدین خلق انجام داده است».

## واکنش جمهوری اسلامی ایران
محمداسماعیل کوثری، نایب رئیس کمیسیون امنیت ملی و سیاست خارجی مجلس شورای اسلامی گفت: «برخی شایعات دربارهٔ خرابکاری در این حادثه منتفی است و چنین خبری صحت ندارد و تکذیب می‌شود».
رمضان شریف، مسئول روابط عمومی سپاه پاسداران گفت: «این انفجار ربطی به آزمایش هسته‌ای که برخی از رسانه‌های بیگانه آن را مطرح کرده‌اند ندارد. بر اثر این حادثه عده‌ای نیز مجروح شده‌اند که حال برخی از آنها بسیار وخیم است».